# Nordmyrasjön
Nordmyrasjön är en sjö i Heby kommun i Uppland och ingår i Dalälvens huvudavrinningsområde. Sjön har en area på 0,682 kvadratkilometer och ligger 56 meter över havet. Sjön avvattnas av vattendraget Andersboån.

## Delavrinningsområde
Nordmyrasjön ingår i det delavrinningsområde (667137-155833) som SMHI kallar för Utloppet av Nordmyrasjön. Medelhöjden är 63 meter över havet och ytan är 7,67 kvadratkilometer. Räknas de 5 avrinningsområdena uppströms in blir den ackumulerade arean 26,32 kvadratkilometer. Andersboån som avvattnar avrinningsområdet har biflödesordning 2, vilket innebär att vattnet flödar genom totalt 2 vattendrag innan det når havet efter 88 kilometer. Avrinningsområdet består mestadels av skog (46 procent) och jordbruk (18 procent). Avrinningsområdet har 0,68 kvadratkilometer vattenytor vilket ger det en sjöprocent på 8,8 procent.